# Nærumbanen
Nærumbanen är en lokal järnväg (förortsbana) norr om Köpenhamn i Danmark, i Gentofte, Lyngby-Taarbæk och Rudersdals kommuner, invigd år 1900. 
Från början gick Nærumbanen mellan Kongens Lyngby och Vedbæk men banan förkortades sedan och den norra slutstationen är sedan 1921 Nærum. I samband med introduktion av S-tåg på Nordbanen (1936), kom Nærumbanens södra ändstation att bli Jægersborg.
Tågen körs av Lokaltog, som använder dieselmotorvagnar av typ RegioSprinter.
Tågen går i rusningstrafiken med 10-minutersintervall, trots att banan har enkelspår. I övrigt körs tåg var 20:e minut. Det finns mötesstationer vid Fuglevad och Ørholm.

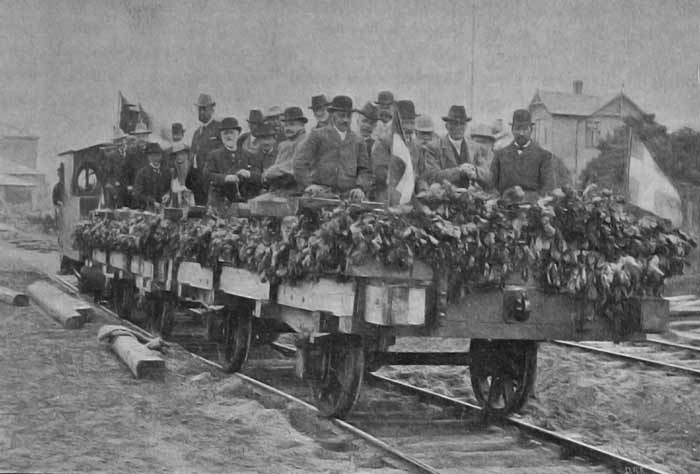
Bild från invigningen